# メリンダ・ゲビー

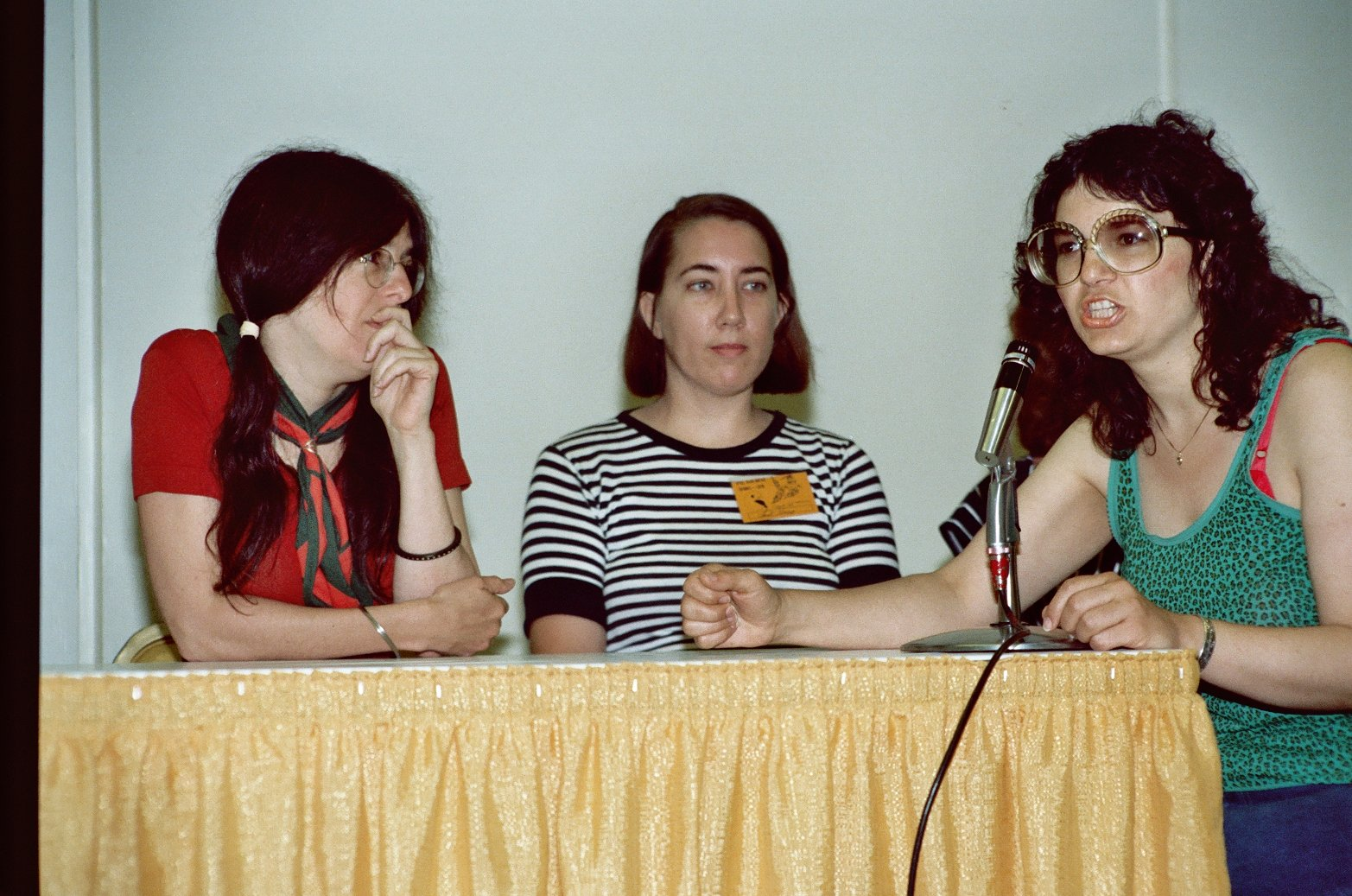
メリンダ・ゲビー（右）

メリンダ・ゲビー (Melinda Gebbie) は、最近ではトップ・シェルフ・プロダクションズから発行された、夫で漫画原作者のアラン・ムーアとの共同作業で完成した全3巻のグラフィックノベル『ロスト・ガールズ』 (Lost Girls) で最もよく知られているアメリカン・コミック・ブック・アーティストであり、漫画原作者である。

## 人物
カリフォルニア州サンフランシスコで生まれたゲビーは、1973年に出版社の見本市で作家であり作画家のリー・マーズ(Lee Marrs)に出会い漫画を知ることとなった。元々優れた芸術家であったゲビーは、ラスト・ガスプ(Last Gasp)から発行された、新時代を画するオール女性アンソロジー〔ウィンミンズ・コミックス〕(Wimmen's Comix)第3号に彼女の最初のコミック・ストリップを寄稿した。〔ウィンミンズ・コミックス〕の他、〔ティッツ&クリッツ〕(Tits & Clits)、〔ウェット・サティン〕(Wet Satin)、および〔アナーキー・コミックス〕(Anarchy Comics)を含む、多くのアンソロジーに彼女が原作と作画をした短編が掲載された。それらは1977年発行の彼女の単行本『フレスカ・ジジス』(Fresca Zizis)にまとめられている。
1984年、彼女はレイモンド・ブリッグズ作『風が吹くとき』のアニメーション映画化に取り組むために英国に移った。その後、彼女は様々なイラストレーションや事務の仕事をこなしつつ、〔ストリップ・エイズ〕(Strip AIDS)や〔ハートブレイク・ホテル〕(Heartbreak Hotel)などのアンソロジーのために短編を制作し続けていた。この頃に、ノッカバウト・コミックス(Knockabout Comics)がポルノグラフィック・コミックの輸入で英国税関(HM Customs)によって起訴されたとき、ゲビーの漫画作品『フレスカ・ジジス』も含まれていたため彼女も短期間の猥褻物頒布罪の裁判に巻き込まれている。評決では、該当するすべてのコミックスは押収・焚書すべきとされ、『フレスカ・ジジス』は英国内での所持が不法となった。
また、ゲビーは1999年から2002年の間に〔トゥモロー・ストーリーズ〕(Tomorrow Stories)の12冊に登場したキャラクターのコブウェブ(Cobweb)の、アラン・ムーアとの共同創造者でもある。
2007年5月12日、漫画原作者のアラン・ムーアと結婚した。

## 作品
- ロスト・ガールズ：コレクテッド（原作者 アラン・ムーアとの共著 トップ・シェルフ・プロダクションズ 2006年） ISBN 1-891830-74-0
- フレスカ・ジジス（ラスト・ガスプ・パブリッシング 1977年）

### アンソロジー
- コブウェブ "トゥモロー・ストーリーズ"#1-12 掲載（原作者 アラン・ムーアとの共著 ABCコミックス/ワイルドストーム ABC Comics/Wildstorm 1999年 - 2002年）
- ハートブレイク・ホテル
- ストリップ・エイズ
- ザ・コクピット "ウェット・サティン" #1 収録（ラスト・ガスプ・パブリッシング）
- マイ・スリー・スワンズ "ヤング・ラスト" #6 収録（ラスト・ガスプ・パブリッシング）
- ウィンミンズ・コミックス #'s 4-7（ラスト・ガスプ・パブリッシング）
- アナーキー（ラスト・ガスプ・パブリッシング）